# رايلاي (دائرة انتخابية في المملكة المتحدة)
رايلاي (بالإنجليزية: Rayleigh)‏ هي إحدى الدوائر الانتخابية في المملكة المتحدة الممثلة في مجلس العموم في برلمان المملكة المتحدة.
عضو البرلمان الذي يمثلها حالياً هو :Mr Mark Francois (Con).